# Eikenwespenboktor
De eikenwespenboktor (Xylotrechus antilope) is een keversoort uit de familie van de boktorren (Cerambycidae). De wetenschappelijke naam van de soort werd voor het eerst geldig gepubliceerd in 1817 door Schönherr.